# ساكي (كاتب)
هيكتور هيو مونرو (بالإنجليزية: Hector Hugh Munro)‏ واسمه القلمي ساكي (بالإنجليزية: Saki)‏ (مواليد 18 ديسمبر 1870 - 14 نوفمبر 1916)، كان روائي وكاتب قصص قصيرة بريطاني. قام بالهجاء الساخر من المجتمع والثقافة في العهد الادواردي.وهو يعتبر سيد القصة القصيرة، وغالباً ما يُقارن بالأديب أو, هنري والكاتبة دوروثي باركر. تأثر بأعمال أوسكار وايلد ولويس كارول، وروديارد كبلينغ. وهو نفسه أثر بكل من نويل كوارد، وآلان الكسندر ميلن.

## روابط خارجية
- ساكي على موقع IMDb (الإنجليزية)
- ساكي على موقع الموسوعة البريطانية (الإنجليزية)
- ساكي على موقع ميوزك برينز (الإنجليزية)
- ساكي على موقع أول موفي (الإنجليزية)
- ساكي على موقع قاعدة بيانات برودواي على الإنترنت (الإنجليزية)
- ساكي على موقع قاعدة بيانات برودواي على الإنترنت (الإنجليزية)
- ساكي على موقع إن إن دي بي (الإنجليزية)
- ساكي على موقع ديسكوغز (الإنجليزية)
- ساكي على موقع كينوبويسك (الروسية)